# Швайка Ігор Олександрович
Ігор Олександрович Швайка (нар. 25 лютого 1976, Троїцьке, Калмицька АРСР) — український політик правого спрямування, державний діяч.
Міністр аграрної політики та продовольства України в уряді Арсенія Яценюка з 27 лютого по 2 грудня 2014 року.
Голова Харківської обласної організації ВО «Свобода» та народний депутат України (2012-2014).

## Життєпис
Ігор Швайка народився 25 лютого у Калмицькій АРСР. 1978 разом з батьками повернувся до України, до міста Лутугине на Луганщині, куди переселився перед Другою світовою війною його дід, тікаючи з-під Лубен від Голодомору. Ігор Швайка закінчив у Лутугиному середню школу номер 2 із золотою медаллю. 
Закінчив 1991 року Лутугінську дитячу музичну школу за класом акордеона, грав у духовому оркестрі, (тромбон).
По закінченні школи вступив до Національний юридичний університет імені Ярослава Мудрого у м. Харкові, який закінчив 1998 р. за спеціальністю «Правознавство».
Ще навчаючись у виші почав юридичну практику як юрисконсульт ряду приватних підприємств. 1998 р. став заступником директора з правових питань приватної фірми «Терра», а наступного року очолив представництво ТОВ «Юридична фірма „Ілляшев та партнери“».
2000 очолив власну юридичну фірму «Зевс».

## Політична діяльність
2007 Швайка став членом Всеукраїнського об'єднання «Свобода», і у лютому 2008 р. очолив її Харківську обласну організацію, змінивши на цій посаді Олега Однороженка. 29 березня 2014 р. на черговому з'їзді ВО «Свобода» представили наступника Швайки, Олексія Миргородського.
У жовтні 2010 р. був кандидатом на пост міського голови Харкова, отримавши на свою підтримку 0,84% голосів.
На виборах народних депутатів України 28 жовтня 2012 року обраний до Верховної Ради за партійним списком ВО «Свобода», в якому значився під восьмим номером. У парламенті став заступником голови Комітету з питань Регламенту, депутатської етики та забезпечення діяльності Верховної Ради України.
Під час революційних подій в 2013–2014 рр. брав активну участь в координації роботи Майдану.
З лютого по грудень 2014 року — Міністр аграрної політики та продовольства України.
З грудня 2014 року повернувся до Харкова і знову очолив Харківську обласну організацію Всеукраїнського об`єднання «Свобода»
23 квітня 2020 року з власної ініціятиви припинив партійне членство у ВО «Свобода»

## Критика
В декларації, яку він подав як кандидат у народні депутати, доходи фактично нульові. Харківським журналістам на прохання прояснити ситуацію з його декларацією про доходи за 2011 рік відповів, що в 2009 і 2010 роках він задекларував відповідно 400 тис. грн. і 500 тис. грн., зароблених адвокатською діяльністю. «Я „проєдаю“ зароблені тоді гроші», — заявив Швайка.
У Харківській «Свободі» стався гучний внутрішньопартійний конфлікт, в результаті якого з партії зі скандалом були виключені активісти Олександр Гаврилов (колишній помічник нардепа А. Шевченка, керівник агітпроектів), Дмитро Пилипець, заступник начальника виборчого штабу журналіст В. Заєць, і секретар Швайки Діана Хоменко. У заявах про вихід з партії І. Швайка по суті був звинувачений у рейдерському захопленні парторганізації і використанні її в корисливих цілях.
14 листопада 2012 року під час спроби провести звітно-виборчу конференцію Харківського обласного об'єднання ВУТ «Просвіта» імені Тараса Шевченка Ігоря Швайку було обраного головою обласної організації. Пізніше Комісія Центрального правління та Контрольно-ревізійної інспекції Всеукраїнського товариства «Просвіта» імені Т. Шевченка визнала цю конференцію такою, що відбулася з грубими порушеннями Статуту організації.
У квітні 2025 року, перебуваючи на посаді керівника військового рекрутингу, в ефірі Першого каналу Суспільного мовлення, оголосив вголос про необхідність дотримання тиші навколо процесу мобілізації та безстроковості продовження мобілізації громадян україни для відсічі російської агресії. «Закрили зараз ротики свої з приводу демобілізації і не поширюємо цю тему», — заявив Швайка. 

## Кримінальна справа
4 вересня 2015 року міліція повідомила про підозру в організації масових заворушень біля будівлі Верховної Ради України 31 серпня. ВО «Свобода» розцінює кримінальне переслідування І.Швайки, як політичне.
30 вересня 2015 року Апеляційний суд Києва змінив члену ВО «Свобода» Ігорю Швайці, підозрюваному в організації та участі в заворушеннях біля Верховної Ради 31 серпня, запобіжний захід з особистої поруки на арешт з правом внесення 1 мільйон 218 тисяч гривень застави.
Відповідне рішення було оголошено сьогодні колегією суддів Апеляційного суду Києва, задовольнивши таким чином клопотання Генпрокуратури про зміну Швайці запобіжного заходу на арешт. Як зазначається, сам запобіжний захід в ухвалі, діятиме до 4 листопада 2015.
|                                          | Апеляційну скаргу прокурора задовольнити частково. Ухвалу слідчого судді Печерського районного суду про застосування особистої запоруки скасувати і постановити нову – застосувати до Швайки запобіжний захід у вигляді тримання під вартою строком до 4 листопада і визначити йому заставу у розмірі 1 мільйон 218 тисяч гривень. |
| — Рішення Апеляційного суду міста Києва, | |

Згодом, після оголошення вироку колишній народний депутат від ВО «Свобода» Олександр Мирний заплатив заставу у зазначеному розмірі.

## Родина
Одружений вп'яте. Має шестеро дітей – 2 сини та 4 доньки:
- син від першої дружини Олени Севастянової;
- донька Анна від другої дружини Ольги Зубкової;
- син Тарас та донька Софія від Ольги Швайки;
- донька Іванна від четвертої дружини Олени Швайки;
- донька Мирослава від п'ятої дружини Ольги Швайки.

Третє розлучення Ігоря Швайки супроводжувалось скандалом.
Четверту дружину Олену Швайку залишив з маленькою дочкою Іванкою, яка народилася під час штурму Майдану 11 грудня 2013 року.
П'ятою дружиною Швайки стала Ольга Д'яченко, яка була прес-секретарем міністра Ігора Швайки та головним редактором "Аграрної газети".